# 徐浦
徐浦（？—？），字伯源，號臺石，福建建寧府浦城縣人，軍籍，明朝政治人物。

## 生平
嘉靖二十五年（1546年）丙午科福建鄉試第七十三名舉人。嘉靖三十二年（1553年）中式癸丑科三甲第一百八十七名進士。户部观政，授江西弋阳知县，奸民叶世豪等聚众煽乱，浦设方略，擒其渠魁三十三人，余党悉散去。三十六年八月考选工科给事中，以言事为权贵所忌，寻丁母忧，服除，補升四川佥事，随俞大猷剿广东饶平贼张琏，四十三年闰二月以纠拾，冠帶閑住。流寇侵县境，以身为乡勇先。卒年四十六。所著有《春秋司传私考》十二卷，《谏垣奏议》，《归闲吟稿》若干卷。

## 家族
曾祖徐秉常；祖父徐璉；父徐鳳，母葉氏。弟徐泓、徐泂。